# Río Catamayo
Río Catamayo är ett vattendrag i Ecuador.   Det ligger i provinsen Loja, i den sydvästra delen av landet, 500 km söder om huvudstaden Quito.